# Die tote Stadt

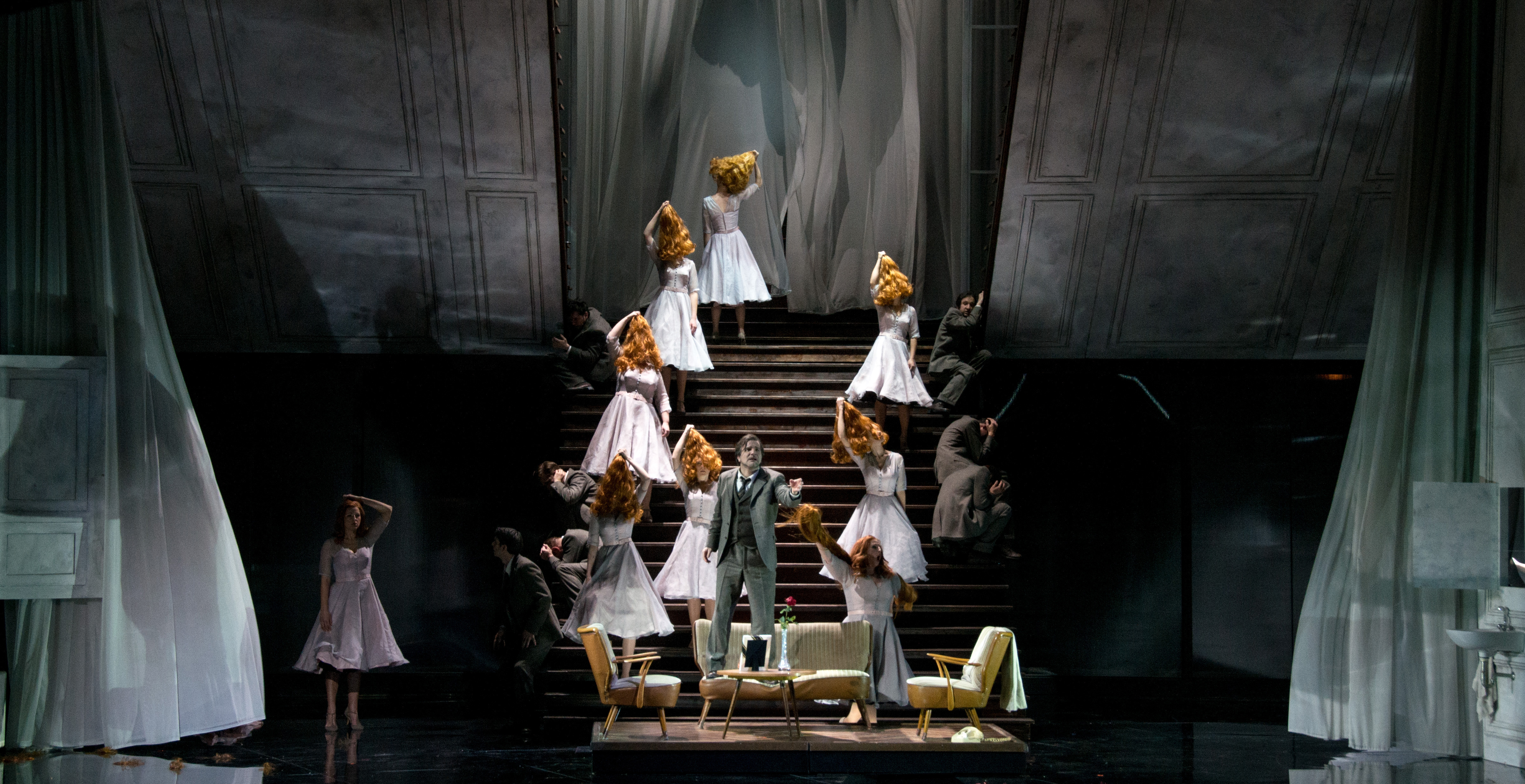
Opera Graz, 2015
Foto: Francisco Peralta Torrejón

Die tote Stadt is een opera in drie bedrijven van Erich Wolfgang Korngold. Het libretto is van Paul Schott (een pseudoniem van de vader van de componist), gebaseerd op Bruges-la-Morte, een korte roman, geschreven door Georges Rodenbach.

## Historie
Tijdens de première van Die tote Stadt op 4 december 1920 was Korngold net 23 jaar oud en had al twee korte eenakters (de opera’s Der Ring des Polykrates en Violanta) op zijn naam staan.
Het succes van deze eerdere werken was zo groot, dat Die tote Stadt onder de Duitse theaters de nodige rivaliteit veroorzaakte over welk theater de wereldpremière zou krijgen.
Het resultaat was uiteindelijk een dubbelpremière in zowel Hamburg als Keulen. Het thema van Die tote Stadt, het overwinnen van het verlies van een geliefde, sloeg aan bij het publiek van de jaren twintig van de twintigste eeuw, dat juist het trauma en het verdriet van de Eerste Wereldoorlog achter zich probeerde te laten, iets wat ongetwijfeld bijdroeg aan de populariteit van de opera.
Die tote Stadt was een van de grootste successen uit die tijd. Binnen twee jaar na de première was de opera de hele wereld rond geweest en verscheidene keren uitgevoerd door de Metropolitan Opera in New York.
Het werk werd echter verboden door de nazi’s, omdat Korngold Joods was. Na de Tweede Wereldoorlog raakte het werk in vergetelheid en werd nog slechts sporadisch uitgevoerd. Inmiddels behoort het werk echter tot het ijzeren repertoire en krijgt opvoeringen in talrijke operahuizen.

## De muziek

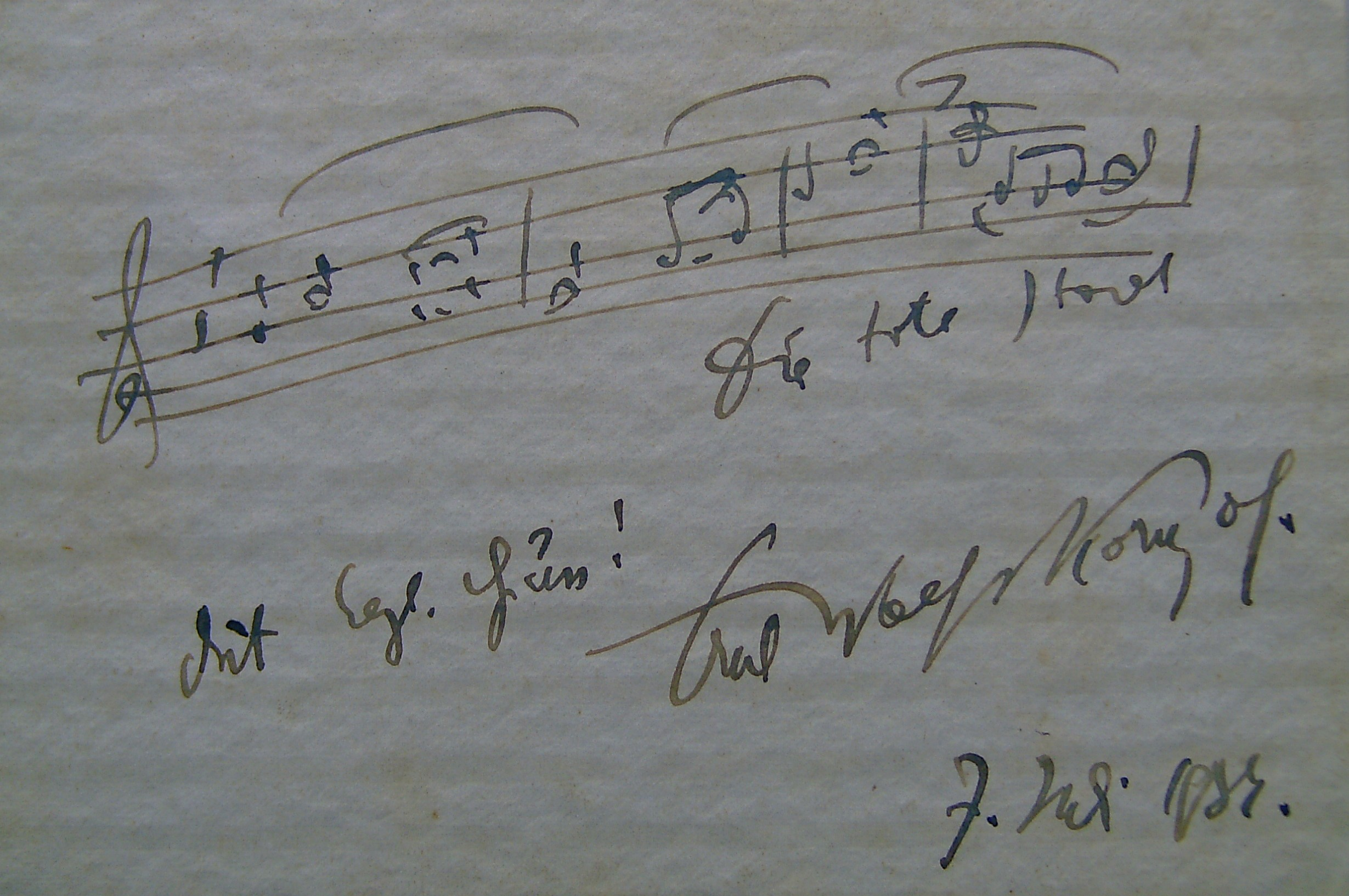
Opera muzieknoot met toewijding

Korngolds partituur vertoont invloeden van Richard Strauss en Giacomo Puccini, met name in de rijke, gedetailleerde toonzetting, respectievelijk de hoge vlucht die de belcanto vocalen bereiken.

Korngold gebruikt een groot orkest van Strauss-achtige afmetingen en Die tote Stadt bezit een overvloed aan prachtige en memorabele melodieën à la Puccini.
De twee beroemdste aria’s uit de opera zijn zonder twijfel "Glück das mir verblieb" ("Marietta’s lied"), een duet voor tenor en sopraan (maar in concertuitvoering meestal alleen door een sopraan gezongen), en de prachtige aria van Fritz (de bariton uit Mariettas dansgezelschap): “Mein Sehnen, mein Wähnen.”
In zijn geheel genomen is de muziek voortdurend van hoge kwaliteit en ligt op het niveau van de meer frequent uitgevoerde opera’s van Strauss. De meest voor de hand liggende reden waarom het nagelaten wordt deze opera uit te voeren, is de hoge moeilijkheidsgraad van de twee hoofdrollen, Paul en Marietta.
Een tenor die zich waagt aan de rol van Paul moet het uithoudingsvermogen hebben om het gedurende bijna twee uur op te nemen tegen een gigantisch orkest. Maar daarenboven - in tegenstelling tot de tenorpartijen van Wagner, die ook een groot uithoudingsvermogen vergen maar niet te veel hoge noten kennen - is de rol van Paul in Die Tote Stadt gevuld met b en a tonen.
De hoge tessitura van Marietta's veeleisende rol is vergelijkbaar met die van de Kaiserin in Strauss’ Die Frau ohne Schatten.

## Verhaal
Het libretto van Die tote Stadt is een nogal vrije bewerking van de 19e-eeuwse roman van Georges Rodenbach Bruges-la-Morte. De handeling vindt plaats in Brugge tegen het einde van de 19e eeuw. Het voornaamste personage is Paul, een jongeman, wiens echtgenote Marie onlangs is overleden.

### Eerste bedrijf
Aan het begin van de opera zien we Paul, die de treurige realiteit van de dood van zijn vrouw niet kan verwerken. Hij heeft ter ere van Marie een “Tempel van herinneringen” met schilderijen, foto’s en een haarlok van Marie ingericht in een van de kamers in zijn huis. Wanneer zijn vriend Frank op bezoek komt en aandringt dat hij Marie juist eer moet bewijzen door met zijn leven verder te gaan vlucht Paul in holle frasen en volhardt erin dat Marie “nog leeft.” Hij vertelt Frank dat hij een vrouw in de straten van Brugge heeft ontmoet die het evenbeeld van Marie is (Paul is er zelfs van overtuigd dat zij daadwerkelijk Marie is) en hij heeft haar uitgenodigd om naar zijn huis te komen.
Al spoedig arriveert Marietta, een jonge en mooie danseres, voor haar rendez-vous met Paul. Ze praten met elkaar en ze wordt nogal van de wijs gebracht door zijn vreemde gedrag, al blijft ze proberen met haar charmes zijn belangstelling te wekken – ze zingt en danst verleidelijk voor hem maar raakt uiteindelijk verveeld en vertrekt. Paul daarentegen is in een staat van uiterste opwinding geraakt.
Verscheurd door zijn loyaliteit voor Marie en zijn belangstelling voor Marietta stort hij in, valt in een stoel en begint te hallucineren. Hij ziet Maries geest uit haar portret stappen; eerst dringt zij aan dat hij haar niet vergeet, maar dan verandert het visioen en vertelt ze Paul door te gaan met zijn leven.

### Tweede bedrijf
Het tweede bedrijf vindt in zijn geheel plaats in Pauls visioenen. Hij heeft een serie van voortdurende illusies; Hij bespioneert het huis van Marietta en krijgt ruzie met Frank, die hij daar tegenkomt met een sleutel van haar huis. Hij ziet de dansgroep van Marietta over het water in boten aankomen; zij brengen haar een serenade. Nadat Fritz, de Pierrot van de groep, een sentimenteel liefdeslied heeft gezongen, stelt Marietta voor om een spontane uitvoering te geven van Robert le Diable, het stuk dat ze aan het instuderen zijn. In haar rol van Hélène danst zij op verleidelijke wijze naar Gaston. Het bedrijf eindigt met Marietta, die eindelijk zijn weerstand heeft weten te breken, hem in een gepassioneerde omhelzing van het toneel af leidt. Dit alles vindt nog steeds plaats in Pauls verbeelding.

### Derde bedrijf
Ook het derde bedrijf begint met Pauls visioenen. Hij woont nu samen met Marietta en ruziet met haar. Zij krijgt genoeg van zijn uitvluchten en voortdurende obsessie over Marie en begint hem te bespotten door verleidelijk voor hem te dansen terwijl ze de haarlok van zijn overleden vrouw streelt. Woedend grijpt Paul de haarlok en wurgt Marietta. Terwijl hij haar dode lichaam vasthoudt roept hij uit: “Nu is ze precies zo als Marie”. Dan ontwaakt hij uit zijn droom. Stomverbaasd dat Marietta’s lichaam nergens te vinden is heeft hij nauwelijks de tijd om zijn gedachten bij elkaar te rapen wanneer zijn huishoudster Brigitta hem laat weten dat Marietta teruggekomen is om haar paraplu op te halen, die zij een paar minuten geleden heeft achtergelaten. Met de schok van de traumatische droom nog steeds vers in het geheugen besluit Paul Brugge te verlaten, zijn gestorven echtgenote in vrede te laten rusten en zijn leven weer op te pakken. In een ontroerend slot, met zijn vriend Frank aan zijn zijde, zweert hij een nieuw leven te beginnen en verlaat langzaam voor de laatste keer zijn huis en zijn “Tempel van herinneringen” en vertrekt uit Brugge, “de dode stad”.

## Geselecteerde opname
Er zijn niet veel opnames gemaakt van Die tote Stadt, maar de meest opmerkelijke is zonder twijfel de versie van RCA uit 1975, met Carol Neblett, René Kollo en Hermann Prey, gedirigeerd door Erich Leinsdorf (RCA CD #87767(2)).

## Andere media
In de volgende films werd gebruikgemaakt van de aria Glück das mir verblieb:
- La Paloma (1974, geregisseerd door Daniel Schmid)
- Aria (1987, geregisseerd door Bruce Beresford)
- Slaves of New York (1989, geregisseerd door James Ivory)
- The Big Lebowski (1998, geregisseerd door Joel en Ethan Coen)
- The Late Quartet 2012, geregisseerd door Yaron Zilberman

## Ontvangst
Met zijn 23 jaar heeft Erich Wolfgang Korngold een onbegrensde en sprookjesachtige gave gekoppeld aan onbevangen orginaliteit. Sinds er voor de eerste keer muziek geschreven werd voor het theater is er nog geen componist geweest die op zo’n jonge leeftijd zoveel bereikte. Een jeugdige storm breekt over ons uit... (uit een kritiek na de première in Wenen in 1921).